# Les Aventures de Michel Vaillant
Les Aventures de Michel Vaillant est un feuilleton télévisé français en treize épisodes de 26 minutes, réalisé par Charles Bretoneiche et Nicole Osso sur un scénario de Nicole Riche et Madeleine Wagon adapté de la bande dessinée Michel Vaillant créée par Jean Graton, et diffusé du 30 avril au 23 juillet 1967 sur la première chaîne de l'ORTF.
Au Québec, la série a été diffusée à partir du 3 juin 1967 à la Télévision de Radio-Canada.

## Synopsis
Ce feuilleton met en scène les aventures du héros Michel Vaillant dans le milieu de la course automobile des années 1960. Fils d'un constructeur de bolides, le jeune Vaillant devra apprendre les ficelles du métier, aidé par la jeune photographe Valérie dont il tombera amoureux.

## Distribution
- Henri Grandsire : Michel Vaillant
- Mony Dalmès : Madame Vaillant
- Yves Brainville : Monsieur Vaillant
- Alain Leguellec : Jean-Pierre Vaillant
- Claudine Coster : Valérie
- Bernard Dhéran : Gérard Defait

## Fiche technique
- Musique : Charles Dumont
- La chanson Plus vite est interprétée par Romuald.

## Épisodes
1. Flashback
2. Rallye du nord
3. La Blanchisserie
4. Magny-Cours
5. Nürburgring
6. Monza
7. La Targa Florio
8. Le Mans
9. Monaco
10. Les Roues
11. Pre Sebring
12. Sebring
13. Reims

## Commentaires
De nombreuses séquences se déroulent lors de véritables compétitions auxquelles participent les champions de l'époque : Mauro Bianchi, Johnny Servoz-Gavin, Jo Schlesser, Jacky Ickx, Jean-Pierre Beltoise, Henri Pescarolo, Jim Clark, Jack Brabham.
Henri Grandsire qui incarne Michel Vaillant fut lui-même champion de France de Formule 3 en 1964.

## Produits dérivés

### Film
- Michel Vaillant de Louis-Pascal Couvelaire produit par Luc Besson en 2003